# 佐藤隆介
佐藤 隆介（さとう りゅうすけ、1936年〈昭和11年〉 - 2021年〈令和3年〉9月13日）は日本の文筆家。雑文製造処「鉢山亭」主人。
酒・食・器など、食卓に関わる物のみにテーマを絞った文筆活動を行う。

## 生涯
東京大学教養学科（フランス科）卒。広告代理店のコピーライター、編集者を経て、池波正太郎の書生を10年間務めた。
趣味は篆刻。
屋号の「鉢山」はかつて住んでいた町（渋谷区鉢山町）の名で、自身の苗字がありふれた物であるため、電話をかける際「鉢山の佐藤です」と名乗っていたことに由来する。

## 著書
- 日本口福紀行 がんこの卓上（NHK出版）
- 池波正太郎の食卓
- 池波正太郎の食まんだら
- 池波正太郎直伝 男の心得
- 池波正太郎指南 食道楽の作法
- 池波正太郎・鬼平料理帳
- 梅安料理ごよみ